# Giacomo del Duca
Giacomo del Duca (Cefalú aprox.1520 - Mesina aprox. 1601) fue un escultor y arquitecto italiano a finales del Renacimiento o periodo manierista. Es mayormente recordado por ayudar a Miguel Ángel en alguno de sus proyectos en Roma, incluyendo la escultura y construcción de la tumba del papa Julio II, acabada con un diseño muy diferente del original, en San Pietro in Vincoli. También cambió los planos de Miguel Ángel para edificios en la Colina Capitolina, una de las más famosas y altas de las Siete colinas de Roma.

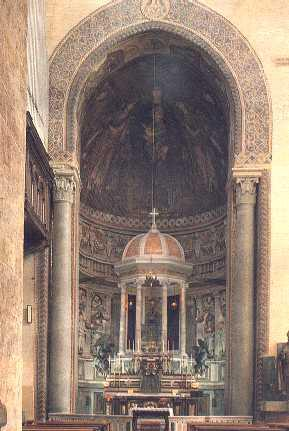
Catedral de Mesina. Capilla del Sacramento, por Giacomo del Duca